# دهستان آیسک
آیسک دهستانی در بخش آیسک شهرستان سرایان استان خراسان جنوبی ایران است. بر پایه سرشماری عمومی نفوس و مسکن در سال ۱۳۹۰ جمعیت این دهستان ۴٬۱۶۶ نفر (در ۱٬۳۰۱ خانوار) بوده است.